# اسامه عبدالسلام
اسامه عبدالسلام (انگلیسی: Osama Abdusalam؛ زادهٔ ۲۳ فوریهٔ ۱۹۸۳) بازیکن فوتبال اهل لیبی است.
وی همچنین در تیم ملی فوتبال لیبی بازی کرده‌است.